# Tetraopes
Tetraopes is een kevergeslacht uit de familie van de boktorren (Cerambycidae). De wetenschappelijke naam van het geslacht werd voor het eerst geldig gepubliceerd in 1817 door Dalman in Schönherr.

## Soorten
Tetraopes omvat de volgende soorten:
- Tetraopes annulatus LeConte, 1847
- Tetraopes basalis LeConte, 1852
- Tetraopes batesi Chemsak, 1963
- Tetraopes cleroides Thomson, 1860
- Tetraopes comes Bates, 1881
- Tetraopes crassus Chemsak & Noguera, 2004
- Tetraopes crinitus Chemsak & Noguera, 2004
- Tetraopes discoideus LeConte, 1858
- Tetraopes elegans Horn, 1894
- Tetraopes femoratus LeConte, 1847
- Tetraopes huetheri Skillman, 2007
- Tetraopes ineditus Chemsak & Giesbert, 1986
- Tetraopes linsleyi Chemsak, 1963
- Tetraopes mandibularis Chemsak, 1963
- Tetraopes melanurus Schönherr, 1817
- Tetraopes paracomes Chemsak, 1963
- Tetraopes pilosus Chemsak, 1963
- Tetraopes quinquemaculatus Haldeman, 1847
- Tetraopes skillmani Chemsak & Noguera, 2004
- Tetraopes subfasciatus Bates, 1881
- Tetraopes sublaevis Casey, 1913
- Tetraopes tetrophthalmus (Forster, 1771)
- Tetraopes texanus Horn, 1878
- Tetraopes thermophilus Chevrolat, 1861
- Tetraopes thoreyi Bates, 1881
- Tetraopes umbonatus LeConte, 1852
- Tetraopes varicornis Castelnau, 1840